# Scotophilus borbonicus
Scotophilus borbonicus es una especie de murciélago de la familia Vespertilionidae.

## Distribución geográfica
Se sabe a partir de dos especímenes en Reunión. En Madagascar, se sabe de un solo espécimen recogido en 1868 en Sarodrano cerca de Toliara.  